# 比爾·柯林頓總統國際外訪
美國第42任總統比爾·柯林頓自1993年1月20日上任以來，已經有過54趟國際旅行，共前往72個國家（包含約旦河西岸和加薩走廊）。

## 總計
他曾去過的國家訪問次數如下：
- 一次：阿爾巴尼亞、阿根廷、澳洲、孟加拉、巴貝多、白俄羅斯、波札那、巴西、汶萊、保加利亞、智利、中國（含中國香港）、哥倫比亞、哥斯大黎加、克羅地亞、捷克、丹麥、薩爾瓦多、芬蘭、加納、希臘、瓜地馬拉、海地、宏都拉斯、匈牙利、印度、印尼、科威特、拉脫維亞、北馬其頓、摩洛哥、荷蘭、紐西蘭、尼加拉瓜、奈及利亞、挪威、阿曼、巴基斯坦、約旦河西岸和加薩走廊、葡萄牙、羅馬尼亞、盧旺達、沙特阿拉伯、塞內加爾、斯洛伐克、斯洛文尼亞、南非、敘利亞、坦桑尼亞、泰國、土耳其、烏干達、梵蒂岡、委內瑞拉、越南、塞爾維亞與蒙特內哥羅。
- 兩次：比利時、約旦、墨西哥、菲律賓、波蘭和西班牙。
- 三次：波士尼亞與赫塞哥維納、愛爾蘭、南韓和烏克蘭。

柯林頓總統造訪過的國家：

- 四次：埃及和以色列。
- 五次：加拿大、法國、日本、俄羅斯和瑞士。
- 六次：德國。
- 七次：英國。
- 八次：義大利。